# Hungersnöden 1695–1697
Hungersnöden 1695–1697, även bara kallad den stora hungersnöden var en omfattande hungersnöd i Sverige, Norge, Finland, Estland och Lettland. 
Från år 1688 hade Sverige varit drabbat av missväxt och tidig frost, som kulminerade dessa år och ledde till svår hungersnöd. Vintern 1695 skall ha varit den kallaste sedan 1658 och rågen blommade först i slutet av juli. Därför kallades också år 1695 för "Det stora svartåret". Skörden det året var näst intill obefintlig. Det berättas att man som mest fick ut ett rågstrå av skörden per bondgård den sommaren.
Norra Sverige och Finland drabbades hårdast, och folk från landsbygden drog in till städerna för att få tag i mat, i synnerhet till Stockholm där gatorna skall ha varit fulla av döda och döende människor våren år 1697. Det berättas även om utbrott av kannibalism. Sammanlagt kan 150 000 människor ha dött i Finland. I en skrivelse från Kalix vid samma tid hette det att folket dog "så hoptals, att näppeligen de levande hunno begrava de döda".
Situationen i de sydligare landskapen var inte lika illa, men uppgifterna om hungersnödens härjningar talar även där sitt tydliga språk. Bara i Alunda socken i Uppland hungrade 230 människor ihjäl.
En Stockholmsbo beskrev tillståndet i huvudstaden på våren 1697 på följande sätt:
| ” | Många tusen fattiga hava från landet begivit sig hit. De vackla, krypa eller ligga överallt på gatorna, och ingen vill taga dem in i sitt hus. Sålunda måste dessa arma olycksoffer tillbringa de ännu vinterkalla nätterna under bar himmel, liggande än här, än där vid väggarna. Många stå aldrig upp igen, och om morgnarna kommer stadsvakten och för bort de döda kropparna, vilka kastas i stora gropar och där på en gång jordfästas | „ |

Bara på nuvarande Adolf Fredriks kyrkogård begravdes över 2 000 sådana personer.
I försök att minska nöden importerades 1697 omkring en halv miljon tunnor spannmål från Livland. Men flera av de fartyg som kom lastade med säd blev vräkta på grund och sönderslagna av stormar. Andra hindrades av is att komma fram till bestämmelseorten, då nöden var som allra värst.
Till följd av denna massvält spekuleras att Israel Kolmodin skrev psalmen Den blomstertid nu kommer, som även gavs ut i 1695 års psalmbok. Den var dock inte lika bearbetad som idag och var menad som en bön till Gud om att det hårda, kalla vädret skulle avta så det kunde börja växa på åkrarna och i naturen igen. Psalmen finns i alla fall kvar än idag och sjungs på de flesta skolavslutningar i Sverige och speciellt i Finland, vilket troligen beror på att missväxten drabbade den delen av dåtida Sverige mest samt Norrland.[källa behövs]